# Зыярат (кладбище)
Зыярат — башкирское кладбище.
Зыярат обычно устраивались рядом с башкирской деревней в открытом, степном месте или в березовой роще, желательно на возвышенности.
Деревья в рощах оберегали от рубки и содержали в чистоте. Землю на территории кладбища башкиры считали священной. На ней нельзя было убивать животных, шуметь. Считалось что там обитали духи умерших.
Могилы на кладбище рыли по длине, соответствующей росту покойника, в направлении с востока на запад. Сбоку делали специальную нишу (ләхет) не более 70 см вышиной и такой же ширины.
Надгробия на могиле делали из досок или бревен высотой от 0,5 до 1,5 м. В верхней части столба вырезали нечно, напиминающее человеческую голову. На могиле насыпали сверху холм, обкладывался его камнями или ставили сруб. В настоящее время на могиле ставят памятник с полумесяцем.
Считалось, что после ухода людей с кладбища, к погребенному возвращалась душа, а сама смерть человека представлялась как переход души в другое состояние.